# 卍凱
卍凱（まんがい、生年不詳 - 1864年1月11日（元治元年12月14日））は、日本の僧侶。総穏寺・第24世住職。田川郡宮曾根村（現山形県東田川郡庄内町）出身。

## 経歴
田川郡宮曾根村に生まれ、鶴岡の今田家の使用人になる。飽海郡一条村（現酒田市）の普門院に入門。江戸麻布で湖雲寺の住職に就任。
1838年（天保9年）総穏寺（鶴岡市陽光町）第24世住職に就任。1844年（弘化元年）同寺院が火災で焼失するが、再建する。1860年（万延元年）『土屋虎松復讐記』刊行。1864年（元治元年）1月11日、何者かに寝込みを襲われて殺害される。一説に大山庄太夫等、藩主廃立運動の人間からの資金借り入れを断ったために殺害されたといわれるが、犯人は判明しなかった。

## 出版物
- 1860年（万延元年） - 『土屋虎松復讐記』

## 関連書
- 1974年（昭和49年） - 『又蔵の火』 藤沢周平著 文藝春秋 ISBN 4-16-719240-3